# Alimzhan Tokhtakhounov
Alimzhan Tokhtakhounov (Tasquente, 1 de janeiro de 1949) é um empresário uzbeque, tido como a maior figura do crime organizado da região da Eurásia, com ligações com a Máfia Russa, segundo o governo dos Estados Unidos.